# Ateleta
Ateleta es un municipio situado en el territorio de la Provincia de L'Aquila, en Abruzos (Italia).

## Demografía
| Gráfica de evolución demográfica de Ateleta entre 1861 y 2001 |
|                                                               |
| fuente ISTAT - elaboración gráfica a cargo de Wikipedia       |